# Arbespine
Arbespine est un hameau de Tiège dans la province de Liège, en Belgique. Avec Tiège il fait aujourd'hui partie de la commune de Jalhay. Avant la fusion des communes de 1977, Arbespine faisait partie de la commune de Sart-lez-Spa. 

## Description
Les rues principales du hameau mènent à deux routes nationales : la RN 629 Spa-Eupen et la RN 640 Verviers-Francorchamps. La sortie n° 8 de l'autoroute E42 se trouve à environ 2 km au nord du hameau. 
Arbespine jouxte le village de Tiège. La ville de Spa se trouve à 5 km, Jalhay est à 8 km et le centre de Verviers à une douzaine de km.
Dans un environnement de prairies bordées de haies, plusieurs fermettes en pierre du pays (moellons de grès) constituent l'habitat le plus ancien du hameau. 

## Patrimoine
- Un château d'eau a été érigé au Puits du Thier d'Arbespine.
- une fontaine (La Grande Fontaine) se trouve dans le bas du hameau.
- Arbespine compte un hôtel-restaurant et plusieurs chambres d'hôtes.